# Santiago Matatlán (kommun)
Santiago Matatlán är en kommun i Mexiko.   Den ligger i delstaten Oaxaca, i den sydöstra delen av landet, 400 km sydost om huvudstaden Mexico City.
Följande samhällen finns i Santiago Matatlán:
- Santiago Matatlán
- Las Flores
- Tierra Blanca
- El Portillo
- El Calvario